# PGC 134722
LEDA/PGC 134722 ist eine Spiralgalaxie vom Hubble-Typ S im Sternbild Walfisch südlich der Ekliptik. Sie ist schätzungsweise 273 Millionen Lichtjahre von der Milchstraße entfernt. Im selben Himmelsareal befinden sich u. a. die Galaxien NGC 369, IC 1622, IC 1623.